# موسیقی نئو مدیوال
موسیقی نئو-مدیوال، نوعی موسیقی پاپ مدرن است که با عناصری از موسیقی قرون وسطی و به‌طور کلی موسیقی اولیه شناخته می‌شود.
سبک‌های موسیقی در موسیقی نئو مدیوال از تفسیرهای اجرایی اصیل از موسیقی قرون وسطی (که به عنوان موسیقی کلاسیک شناخته می‌شود) تا ژانرهای متقاطع که سازهای قرون وسطایی مانند نی‌انبان، شاوم و هردی-گاردی را با موسیقی الکترونیک و راک ترکیب می‌کنند، متغیر است. در بسیاری از موارد، کم و بیش با سبک‌هایی مانند فولک راک، فولک راک بریتانیایی و نئوفولک همپوشانی دارد.
گروه‌های موسیقی نئو-مدیوال به ویژه در آلمان فراوان هستند، اگرچه این ژانر موسیقی در آمریکای شمالی، جمهوری چک، هلند، فرانسه، بریتانیا، ایتالیا و کشورهای اسکاندیناوی نیز از محبوبیت خاصی برخوردار است.